# Siegfried von Vegesack
Siegfried von Vegesack (* 8. Märzjul. / 20. März 1888greg. auf dem Gut Blumbergshof bei Wolmar, Livland; † 26. Januar 1974 auf Burg Weißenstein, Regen) war ein deutscher Schriftsteller und Übersetzer.

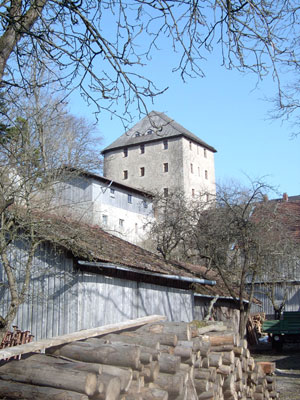
Das „Fressende Haus“

## Leben
Siegfried von Vegesack wuchs im Baltikum als neuntes Kind des Ordnungsrichters Otto Gotthard von Vegesack und seiner Frau Janet Constance Clementine von Campenhausen auf. Von 1901 bis 1907 besuchte er das Stadtgymnasium in Riga. Er studierte von 1907 bis 1912 Geschichte und Kunstgeschichte an der Kaiserlichen Universität Dorpat, wo er der Corporation Livonia beitrat, und von 1912 bis 1914 in Heidelberg, Berlin und München und arbeitete nebenbei als Journalist. Später betätigte er sich als Schriftsteller und Übersetzer. Einen Namen als Dichter machte er sich mit Die baltische Tragödie.
In München lernte er Clara Nordström kennen, die er 1915 in Stockholm heiratete. 1916 bekam er Arbeit in der Pressestelle des Auswärtigen Amts in Berlin, zog jedoch 1917 aus gesundheitlichen Gründen mit seiner Familie nach Bayern. 1918 fand die Familie Vegesack in einem verlassenen Wirtschaftsgebäude der Burgruine Weißenstein ein neues Zuhause. Den ehemaligen Getreidekasten benannte er später wegen der für die Renovierung notwendigen finanziellen Mittel „Fressendes Haus“ und veröffentlichte auch ein Buch gleichen Namens. 1929 verpachtete die Familie den Wohnturm und zog in das Tessin um.
1933 wurde Vegesack in „Schutzhaft“ genommen, weil er eine Hakenkreuzfahne von der Burgruine entfernt hatte. Daraufhin emigrierte Vegesack nach Schweden, verbrachte die Jahre 1936 bis 1938 in Südamerika, reiste aber auch nach Jugoslawien sowie in das Baltikum und kehrte danach nach Deutschland zurück. 1935 war die Ehe mit Clara Nordström geschieden worden. 1940 heiratete er Gabriele Ebermayer (1903–1972), mit der er einen Sohn (Christoph) hatte. In den Kriegsjahren 1941 bis 1944 stand er als Dolmetscher der Wehrmacht im Krieg gegen die Sowjetunion im Einsatz. 1941 meldete Vegesack sich freiwillig als Wehrmachtsdolmetscher in den Osten, wo er als „Sonderführer“ auch in seine alte baltische Heimat kam. Er war beim Wirtschaftsstab Ost der Wehrmacht unter anderem im Kaukasus (Pjatigorsk) und am Schwarzen Meer tätig. In seiner im Auftrag von General Otto Stapf 1944 verfassten Denkschrift über Die Behandlung der Bevölkerung in den besetzten Ostgebieten schrieb er offen über die „unfähige und korrupte“ deutsche Besatzung und benannte deren Folgen. Seine Berichte aus Russland wurden von NS-Dienststellen zensiert und propagandistisch umgeschrieben oder blieben unter Verschluss; sie wurden erst 1965 veröffentlicht.

Totenbrett über dem Grab

Seit 1956 war er Mitglied der Deutschen Akademie für Sprache und Dichtung.
Auf eigenen Wunsch wurde Siegfried von Vegesack mit seinen Hunden in einem Waldstück in der Nähe des „Fressenden Hauses“ beerdigt. An dieser Stelle befinden sich noch heute sein Grab und ein Totenbrett.
In der Burgruine Weißenstein ist in einem Stockwerk das Leben von Siegfried von Vegesack in einer Museumsausstellung nachgezeichnet.

## Nachlass
Der Nachlass von Siegfried von Vegesack befindet sich in der Bayerischen Staatsbibliothek.

## Auszeichnungen und Ehrungen
- 1961: Literaturpreis der Stiftung zur Förderung des Schrifttums
- 1963: Andreas-Gryphius-Preis der Künstlergilde Esslingen
- 1973: Ehrengabe der Stiftung zur Förderung des Schrifttums
- 1999: Die Regener Siegfried-von-Vegesack-Realschule wurde nach dem Schriftsteller benannt.[9]

## Werke

### Romane, Erzählungen, Reiseschilderungen, Autobiographisches (Auswahl)
- Die kleine Welt vom Turm gesehn. Verse. Alfred Richard Meyer Verlag, Berlin-Wilmersdorf 1925, OCLC 721124114.[10]
- Liebe am laufenden Band. Roman. 1929.
- Das fressende Haus. Roman. 1932.
- Blumbergshof. Geschichte einer Kindheit. 1933 (Teil 1 der Baltischen Tragödie).
- Herren ohne Heer. Roman. 1934 (Teil 2 der Baltischen Tragödie).
- Totentanz in Livland. Roman. 1935 (Teil 3 der Baltischen Tragödie).
- Die baltische Tragödie. Roman-Trilogie. 1935.
- Meerfeuer. Ein Sommer auf Rönnö. Roman. 1936.
- Spitzpudeldachs. Tiergeschichten aus dem Bayerischen Wald. 1936.
- Unter fremden Sternen. Eine Reise nach Südamerika. 1938.
- Das Kritzelbuch. Geschichten und Gedichte. 1939.
- Aufruhr in der Quebrada. Eine Erzählung aus Argentinien. 1940.
- Eine dunkle Geschichte. Eine Erzählung aus Paraguay. 1941.
- Die gestohlene Seele. Eine Erzählung aus Chile. 1942.
- Das Dorf am Pfahl. Eine Erzählung aus dem Bayerischen Wald. 1942.
- Der Lebensstrom. Gedichte. 1943.
- Soldaten hinterm Pflug. Ein Erlebnisbericht aus dem Osten. 1944.
- Die kleine Hausapotheke. Geschichten und Gedichte. 1944.
- Das ewige Gericht. Eine Dichtung. 1947.
- Der Pfarrer im Urwald. Eine Erzählung aus Brasilien. 1947.
- Das Weltgericht von Pisa. Eine Legende von der Macht des Bösen, der Schwäche und Schuld des Menschen und der allerbarmenden Liebe des Herrn. 1947.
- Zwischen Staub und Sternen. Erzählungen aus Südamerika. 1947.
- Herr Bo fährt um die Welt. Ein Kinderbuch. 1948.
- In dem Lande der Pygmäen. 1953.
- Der letzte Akt. 1957 (Fortsetzung der Baltischen Tragödie).
- Der Pastoratshase. Altlivländische Idyllen. 1957.
- Vorfahren und Nachkommen. Aufzeichnungen aus einer altlivländischen Brieflade 1689–1887. Salzer, Heilbronn 1960, DNB 455211965.
- Südamerikanisches Mosaik. Reisenotizen aus Brasilien, Argentinien, Paraguay, Chile und Peru. A. Langen/Müller, München 1962, DNB 455211760 (Fotos von Helmut Schilling und vom Verf.); Dt. Buch-Gemeinschaft, Berlin/Darmstadt/Wien 1964, DNB 455211779.
- Mein Bekenntnis. Salzer, Heilbronn 1963, DNB 455211612 (Ein Rechenschaftsbericht über die Jahre 1933–1945).
- Als Dolmetscher im Osten. Ein Erlebnisbericht aus den Jahren 1942–1943. v. Hirschheydt, Hannover-Döhren 1965, DNB 455211582.
- Jaschka und Janne. Erzählungen. 1965 (enthält: Die Hochzeit auf Zarnikau. Jaschka und Janne. Das Kind im Altersheim.).
- Der Waldprophet. Geschichten aus dem Bayerischen Wald. 1967.
- Die Überfahrt. Roman. Langen/Müller, München/Wien 1967, DNB 458502782.

### Übersetzungen
- Nikolai Wassiljewitsch Gogol: Die Nase und andere Geschichten. 1921.
- Aurora von Königsmarck: Eine Chronik des Grafen Birger Mörner. 1922 (gemeinsam mit Clara Nordström).
- Nikolai Semjonowitsch Leskow: Der Mensch im Schilderhaus. 1922.
- Iwan Sergejewitsch Turgenew: Drei Erzählungen. 1925.
- Fedor Bogdanovitsch Isjagin: Der Herr ohne Hose. Geschichten aus dem alten Rußland. 1926.
- Iwan Sergejewitsch Turgenew: Erste Liebe. 1927.
- Vladimir Nabokov: König, Dame, Bube. Ein Spiel mit dem Schicksal. 1928.
- Fedor Bogdanovitsch Isjagin: Wer spukt bei Mac Lean?; in 42 Folgen erstmals gedruckt 1929, aus dem Russischen übersetzt von Siegfried von Vegesack und Rolf Rieß, Viechtach, lichtung verlag, 2022, ISBN 978-3-941306-54-7
- Nikolai Semjonowitsch Leskow: Die Lady Macbeth von Mzensk. 1942.
- Nikolai Wassiljewitsch Gogol: Der Njewskij Prospekt. 1948.
- Nikolaj Wladimirowitsch Narokow: Wenn das Salz schal wird. 1956.